# هنري كابوت لودج الابن
هنري كابوت لودج الابن (بالإنجليزية: Henry Cabot Lodge, Jr.)‏، (5 يوليو 1902 - 27 فبراير 1985) يشار إليه أحيانا باسم هنري كابوت لودج الثاني، هو سياسي جمهوري وعضو مجلس الشيوخ الأمريكي من ماساتشوستس وسفير الولايات المتحدة في عدد من الدول. وكان المرشح الجمهوري لمنصب نائب الرئيس في الانتخابات الرئاسية عام 1960 عندما رافق المرشح الجمهوري (ونائب الرئيس وقتها) ريتشارد نيكسون، ولكنه خسر مع نيكسون أمام الديمقراطي جون كينيدي.
ولد في لودج ناهانت، ماساتشوستس، وهو حفيد السيناتور هنري كابوت لودج وحفيد ابن وزير الخارجية فردريك تيودور فريلينغهسين. وبعد تخرجه من جامعة هارفارد، فاز لودج بانتخابات مجلس النواب في ماساتشوستس. وهزم الحاكم الديمقراطي جيمس مايكل كيرلي في عام 1936 ليمثل ماساتشوستس في مجلس الشيوخ الأمريكي. استقال من مجلس الشيوخ في عام 1944 ليحارب في إيطاليا وفرنسا خلال الحرب العالمية الثانية. ظل لودج في احتياط الجيش بعد الحرب، وترقى في النهاية إلى رتبة لواء. في عام 1946، هزم لودج السيناتور الديمقراطي ديفيد والش وعاد إلى مجلس الشيوخ.
وقد قاد لودج حملة مسودة آيزنهاور قبل انتخابات عام 1952 وعمل مديرا لحملة آيزنهاور الانتخابية، وضمن انتصار مرشحه في المؤتمر الوطني الجمهوري لعام 1952. فاز آيزنهاور على المرشح الديمقراطي أدلاي ستيفنسون الثاني في الانتخابات العامة. عين لودج سفيرا لدى الأمم المتحدة في عام 1953 وأصبح عضوا في مجلس وزراء أيزنهاور. وقد اختاره نائب الرئيس ريتشارد نيكسون ليكون زميله في الانتخابات الرئاسية عام 1960، بيد أن البطاقة الجمهورية خسرت الانتخابات.
في عام 1963، عينه الرئيس كينيدي لمنصب السفير في جنوب فيتنام، حيث أيد لودج الانقلاب الفيتنامي الجنوبي عام 1963. وواصل تمثيل الولايات المتحدة في مختلف البلدان في إدارة الرئيس ليندون جونسون، والرئيس نيكسون، والرئيس جيرالد فورد. قاد لودج الوفد الأمريكي الذي وقع على اتفاق باريس للسلام مع فيتنام الشمالية والذي أنهى حرب فيتنام. توفي لودج في بيفرلي، ماساتشوستس في عام 1985.